# Курумоч (село)
Куру́моч — село в Волжском районе Самарской области, административный центр сельского поселения Курумоч, в состав которого также входят посёлок Власть труда, станции Курумоч и Мастрюково.

## География
Рядом с селом расположен международный аэропорт «Курумоч» и посёлок городского типа Бёреза, также вблизи проходит кольцевая железная дорога: «Самара—Жигулёвское море—Жигулёвск—Сызрань—Самара» со станцией «Платформа 141 км». В 3 километрах от села находится заболоченное озеро Мыкытюковское.
Через село протекает небольшая речка Курумоч, скатываясь по доломитовому ложу к Волге. Есть версия, что название реки происходит от калмыцкого «корум», «курум» — «камень, валун», что указывает на каменистое русло.

## История
Вблизи села Курумоч в поселке «Власть труда»найдены следы раннесредневекового (VIII—IX века) погребения по обряду кремации, что говорит об очень раннем проникновении на Волгу язычников-славян.
До 1707 года на современной территории села находился посёлок Бристольнево. Впервые Бристольнево упоминается в работе австрийского путешественника Сигизмунда фон Герберштейна «Записки о Московии» (1557 года). Бристольнево описан как самое удалённое владение Государя всея Руси Ивана IV Грозного, присоединённое к Московии после Астраханского похода. Согласно фон Герберштейну, Бристольнево было заселено тюрками-ногайцами. Отрывок «Записок о Московии» является одним из немногих поздних источников, в которых упоминаются песиголовцы. В более поздних источниках село не упоминается.
Современное село Курумоч было основано в 1738 году для поволжских калмыков, по приказу Василия Никитича Татищева, и первоначально называлось Богоявленская Слобода. Село было основано для добычи бобровой струи из выводка западносибирского бобра (Castor fiber pohlei), обитавшего в устье реки Курумоч. Бобровая струя стала основой промысла калмыков Нижнего Поволжья.
В 1780 году, при создании Симбирского наместничества, село Богоявленское Курумоч тож, при речке Курумоче, ясашных крестьян, вошло в состав Ставропольского уезда.
В середине XIX века калмыки были выселены, и Курумоч стал русским посёлком.
В 1930 году в селе был основан животноводческий колхоз имени Ленина. В 1933 году стахановцем Данилой Ильиным, уроженцем села, был установлен рекорд осеменения овец.
В 1943 году в рамках операции НКВД «Улусы» из села в Среднюю Азию были депортированы все жители калмыцкой национальности. В 2015 году в память о сталинских репрессиях в аэропорту Курумоч был установлен памятный камень.
На территории села, в сосновом бору, рядом с Мастрюковскими озёрами, был расположен санаторий «Жигулёвская жемчужина». 30 декабря 2010 года юридическое лицо ликвидировано, объект был заброшен. В 2021 году датская компания Semen Syjal приобрела здание санатория для постройки мусоросжигающего завода, закрывшегося в 2022 году. В 2023 году на месте прежнего санатория открылось кафе.

## Административное деление
В разное время, село входило в состав разных губерний, уездов, краёв и районов:
- 1728—1773 — Казанская губерния;
- 1773—1780 — Оренбургская губерния;
- 1780—1851 — Симбирская губерния;
- с 1 января 1851 — Самарская губерния;
- с 1918 — Мелекесский уезд Старо-Бинарадской волости;
- 1918—1919 — Столица КОМУЧа;
- 1929—1935 — Средневолжский край;
- 1935—1964 — Куйбышевская область, Красноярский район;
- c 1964 года по настоящее время — Волжский район.

## Религия
Достопримечательностью села является Храм Богоявления Господня (Богоявленская церковь), построенная в 1912 году (по другим данным в 1906 г.), на средства жителей. Храм, выполненный в русском стиле, был освящен в честь Казанской иконы Божией матери. В 1930 году церковь была закрыта, в её здании расположилась машинно-тракторная станция. В 1988 году храм был вновь открыт для богослужения. На этот раз церковь была освящена в честь праздника Богоявления.

## Население
| Год  | Численность | Численность |
| ---- | ----------- | ----------- |
| 1859 | 1590        | [ 15 ]      |
| 1889 | 2336        | [ 16 ]      |
| 1897 | 2722        | [ 17 ]      |
| 1910 | 2873        | [ 18 ]      |
| 1979 | 5647        | [ 19 ]      |
| 2002 | 6493        | [ 20 ]      |
| 2010 | 6697        | [ 21 ]      |
| 2021 | 5994        | [ 1 ]       |

## Известные люди
- Место рождения Михаила Фрадкова (Председатель Правительства Российской Федерации с 5 марта 2004 по 14 сентября 2007).
- Коркина Евгения Афанасьевна — Герой Социалистического Труда (1966).